# MLW x AAA
MLW x AAA (o también conocido como AAA vs. MLW) fue un evento en conjunto de lucha libre profesional producido por la empresa mexicana Lucha Libre AAA Worldwide en sociedad con Promociones EMW y la empresa estadounidense Major League Wrestling. Tuvo lugar el 13 de marzo de 2020 desde el Auditorio Fausto Gutierrez en Tijuana, Baja California.
MLW grabará el programa y lo transmitirá en varios episodios de MLW Fusion más adelante en 2020. El programa será la primera vez que MLW y AAA realizar un evento en conjunto.

## Producción
En agosto de 2018, Major League Wrestling (MLW) anunció que habían comenzado un acuerdo de trabajo con la empresa mexicana Lucha Libre AAA Worldwide (AAA). Casi dos años después, el 5 de febrero de 2020, MLW anunció que celebraría su primer evento co-promocionado con AAA el 13 de marzo, en conjunto con el socio local de AAA en Tijuana, Promociones EMW. 
Esto marcará el segundo evento de MLW promovido en México, después del espectáculo The Crash/Major League Wrestling celebrado el 5 de octubre de 2019.

## Luchas pactadas
- Campeonato Mundial de Tríos de AAA: Jinetes del Aire (El Hijo del Vikingo, Myzteziz Jr. & Octagón Jr.) (c) vs. Injustice (Myron Reed, Kotto Brazil & Jordan Oliver).
- Puma King y Xtreme Tiger vs. Team Filthy (Dominic Garrini & Tom Lawlor).
- Los OGTs (Averno & Chessman) vs. The Dynasty (Gino Medina & Richard Holliday).
- El Nuevo Poder del Norte (Carta Brava Jr. Mocho Cota Jr. & Tito Santana) vs. Black Destiny, Fantastick y Rayo Star.
- Campeonato Nacional Peso Abierto de la MLW: Alexander Hammerstone (c) vs. Laredo Kid.
- Pagano y Mortiz vs. Savio Vega y Mance Warner.
- Los Mercenarios (El Texano Jr. & Rey Escorpión) vs. New Era Hart Foundation (Brian Pillman Jr. & Davey Boy Smith Jr.).
- La Familia Real (L.A. Park, El Hijo de L.A. Park & L.A. Park Jr.) vs. Nicho el Millonario, Niño Hamburguesa & Psycho Clown.